# Obsjtina Bratsigovo
Obsjtina Bratsigovo (bulgariska: Община Брацигово) är en kommun i Bulgarien.   Den ligger i regionen Pazardzjik, i den centrala delen av landet, 120 km sydost om huvudstaden Sofia.
Obsjtina Bratsigovo delas in i:
- Bjaga
- Isperichovo
- Kozarsko
- Ravnogor
- Rozovo

Följande samhällen finns i Obsjtina Bratsigovo:
- Bratsigovo

I omgivningarna runt Obsjtina Bratsigovo växer i huvudsak lövfällande lövskog. Runt Obsjtina Bratsigovo är det ganska tätbefolkat, med 104 invånare per kvadratkilometer.